# Número de Reynolds magnético
 El Número de Reynolds magnético ({\displaystyle \mathrm {R} _{\mathrm {m} }}) es un número adimensional,  es el análogo magnético del número de Reynolds, que se utiliza en magnetohidrodinámica. Da una estimación de los efectos de la advección o inducción magnética respecto a la difusión magnética.

## Simbología
| Símbolo                                     | Nombre                                    | Unidad  |
| ------------------------------------------- | ----------------------------------------- | ------- |
| {\displaystyle \mathrm {R} _{\mathrm {m} }} | Número de Reynolds magnético              |         |
|                                             | Fluido                                    |         |
| {\displaystyle L}                           | Longitud característica                   | m       |
| {\displaystyle d}                           | Dimensión de área                         | m       |
| {\displaystyle u}                           | Velocidad                                 | m / s   |
| {\displaystyle \mathbf {u} }                | Vector de velocidad                       | m / s   |
|                                             | Magnético                                 |         |
| {\displaystyle \mathbf {B} }                | Vector de flujo magnético                 | T       |
| {\displaystyle c}                           | Velocidad de la luz                       | m / s   |
| {\displaystyle \eta _{m}}                   | Difusividad magnética                     | m2 / s  |
| {\displaystyle \rho _{e}}                   | Resistividad                              | Ω m     |
| {\displaystyle \mu _{o}}                    | Permeabilidad magnética del espacio libre | T m / A |

## Descripción
El número de Reynolds magnético se define como:
{\displaystyle \mathrm {R_{m}} ={\sqrt {\frac {\text{Fuerzas inerciales}}{\text{Fuerzas de difusión magnética}}}}}
|               | 1 | 2 |
| ------------- | --- | --- |
| Ecuaciones    | {\displaystyle \mathrm {R_{m}} ={\sqrt {\frac {m\ u\ (u\ /\ L)}{\eta _{m}\ (\eta _{m}\ \rho )}}}}      | {\displaystyle \rho ={\frac {m}{d^{2}L}}}                                                              |
| Simplificando | {\displaystyle \mathrm {R_{m}} ={\sqrt {\frac {m\ u^{2}\ /\ L}{(\eta _{m})^{2}\ \rho }}}}              | |
| Sustituyendo  | {\displaystyle \mathrm {R_{m}} ={\sqrt {\frac {m\ u^{2}\ /\ L}{(\eta _{m})^{2}\ [m\ /\ (d^{2}\ L)]}}}} | {\displaystyle \mathrm {R_{m}} ={\sqrt {\frac {m\ u^{2}\ /\ L}{(\eta _{m})^{2}\ [m\ /\ (d^{2}\ L)]}}}} |
| Simplificando | {\displaystyle \mathrm {R_{m}} ={\frac {u\ d}{\eta _{m}}}}                                             | {\displaystyle \mathrm {R_{m}} ={\frac {u\ d}{\eta _{m}}}}                                             |

{\displaystyle \mathrm {R_{m}} ={\frac {u\ L}{\eta _{m}}}~~\sim {\frac {\text{inducción}}{\text{difusión}}}}

## Derivación
{\displaystyle \mathrm {R} _{\mathrm {m} }} es ampliamente utilizado en la física del plasma, donde son comunes dos tipos de unidades SI (gaussianas cgs y SI mks), porque las unidades gaussianas cgs a menudo permiten derivaciones más limpias de las que el razonamiento físico es más claro, por lo que vale la pena anotar la derivación en ambos conjuntos de unidades. En la teoría de la magnetohidrodinámica, la ecuación de transporte para el campo magnético, {\displaystyle \mathbf {B} }, es
- : {\displaystyle {\frac {\partial \mathbf {B} }{\partial t}}=\nabla \times (\mathbf {u} \times \mathbf {B} )+{\frac {\rho _{e}}{\mu _{o}}}\nabla ^{2}\mathbf {B} } en unidades SI «mks».

- : {\displaystyle {\frac {\partial \mathbf {B} }{\partial t}}=\nabla \times (\mathbf {u} \times \mathbf {B} )+{\frac {\rho _{e}c^{2}}{4\pi }}\nabla ^{2}\mathbf {B} } en unidades gaussianas «cgs»,

| Símbolo                      | Nombre                          |
| ---------------------------- | ------------------------------- |
| {\displaystyle \mu _{o}}     | Permeabilidad del espacio libre |
| {\displaystyle c}            | Velocidad de la luz             |
| {\displaystyle \mathbf {u} } | Velocidad del fluido            |
| {\displaystyle \rho _{e}}    | Resistividad                    |

Las unidades de {\displaystyle \rho _{e}} son Ohm-m en el sistema mks SI y segundos en el sistema cgs gaussiano.
El término final en cada una de estas ecuaciones es un término de difusión, con el coeficiente de difusión cinemático, {\displaystyle \eta } teniendo unidades de distancia al cuadrado por unidad de tiempo, siendo el factor que multiplica la {\displaystyle \nabla ^{2}\mathbf {B} }. Por lo tanto, la forma de estas dos ecuaciones, independiente de las unidades, es
{\displaystyle {\frac {\partial \mathbf {B} }{\partial t}}=\nabla \times (\mathbf {u} \times \mathbf {B} )+\eta \nabla ^{2}\mathbf {B} .}
{\displaystyle \mathrm {R} _{\mathrm {m} }} es la relación de los dos sumandos del segundo miembro, en el supuesto de que comparten la longitud de la escala {\displaystyle L} tal que {\displaystyle \nabla \sim 1/L} en ambos términos y que la escala de {\displaystyle \mathbf {u} } es {\displaystyle U}
Desarrollando lo dicho se obtien:
{\displaystyle \mathrm {R} _{\mathrm {m} }={\frac {UL}{\eta }}={\frac {UL\mu _{o}}{\rho _{e}}}} en unidades SI «mks» y
{\displaystyle \mathrm {R} _{\mathrm {m} }={\frac {UL}{\eta }}={\frac {4\pi UL}{\rho _{e}c^{2}}}} en unidades de gaussianas «cgs»
A menudo surge cierta confusión porque {\displaystyle \eta } se usa comúnmente tanto para la difusividad magnética como para la resistividad de un plasma, con la relación en unidades SI «mks» que es {\displaystyle \eta =\rho _{e}/\mu _{o}}.

## Características generales para grandes y pequeños Rm
Para {\displaystyle R_{m}\ll 1} la advección es relativamente poco importante y por tanto el campo magnético tenderá a relajarse hacia un estado puramente difusivo determinado por las condiciones de contorno más que por el flujo.
Para {\displaystyle R_{m}\gg 1} la difusión es relativamente poco importante en la escala de longitud {\displaystyle L}. Las líneas de flujo del campo magnético son adveccionadas con el flujo magnético hasta que los gradientes son concentrados en regiones de escala de longitud suficientemente pequeñas para que la difusión pueda igualar a la advección.

## Rango de valores
El sol es de una enorme dimensión y tiene una gran {\displaystyle \mathrm {R} _{\mathrm {m} }}, de orden de 106. Los efectos disipativos son generalmente pequeños, y no hay dificultad en mantener un campo magnético contra la difusión.
Para la tierra, {\displaystyle \mathrm {R} _{\mathrm {m} }} se estima que es del orden de  103. La disipación es más importante, pero un campo magnético es soportado por el movimiento en el núcleo externo de hierro líquido. Hay otros cuerpos en el sistema solar que tienen dinamos de trabajo, por ejemplo, Júpiter, Saturno y Mercurio, y otros que no lo tienen, por ejemplo, Marte, Venus y la Luna.
La escala de longitud humana es muy pequeña por lo que típicamente {\displaystyle \mathrm {R} _{\mathrm {m} }\ll 1}. La generación de campo magnético por el movimiento de un fluido conductor se ha logrado en solo un puñado de grandes experimentos con mercurio o sodio líquido.

## Límites
En situaciones donde la magnetización permanente no es posible, por ejemplo, por encima de la temperatura de Curie, mantener un campo magnético {\displaystyle \mathrm {R} _{\mathrm {m} }} debe ser lo suficientemente grande como para que la inducción supere la difusión. No es la magnitud absoluta de la velocidad lo que es importante para la inducción sino las diferencias relativas y la distorsión en el flujo, que estiran y pliegan las líneas del campo magnético. Por lo tanto, una forma más apropiada para el número de Reynolds magnético en este caso es:
{\displaystyle \mathrm {\hat {R}} _{\mathrm {m} }={\frac {L^{2}S}{\eta }}}  donde «S» es una medida de tensión.
Uno de los resultados más conocidos se debe a Backus, que establece que el mínimo {\displaystyle \mathrm {R} _{\mathrm {m} }} para la generación de un campo magnético por flujo en una esfera es tal que
{\displaystyle \mathrm {\hat {R}} _{\mathrm {m} }\geq \pi ^{2}}
donde 
- {\displaystyle L=a}  es el radio de la esfera
- {\displaystyle S=e_{max}} es la tasa de deformación máxima.

Este límite ha sido mejorado desde aproximadamente un 25% por Proctor.
Muchos estudios de la generación de campo magnético por un flujo consideran el cubo periódico computacionalmente conveniente. En este caso, el mínimo se encuentra en
{\displaystyle \mathrm {\hat {R}} _{\mathrm {m} }=2.48}
donde {\displaystyle S} es la deformación  media  raíz cuadrada sobre un dominio escalado con lados de longitud {\displaystyle 2\pi }. Si se descarta el cizallamiento sobre escalas de longitud pequeñas en el cubo, entonces
{\displaystyle \mathrm {R} _{\mathrm {m} }=1.73} es el mínimo, donde {\displaystyle U} es el valor de la raíz cuadrada media.

## Relación con el Número de Reynolds y Número de Péclet
El número de Reynolds magnético tiene una forma similar al número de Péclet y número de Reynolds. Los tres son proporcionales a la relación entre efectos por advección y por difusión para un campo físico particular y su expresión matemática es velocidad por longitud dividido entre difusividad. El número de Reynolds magnético está relacionado con el campo magnético en un flujo magnetohidrodinámico mientras que el número de Reynolds está relacionado con la velocidad del fluido y el número de Peclet con el calor. Estos grupos adimensionales son resultado de adimensionalizar las respectivas ecuaciones, es decir la ecuación de inducción, la ecuación de momento y la ecuación de calor.

## Relación con el frenado de corrientes de Foucault
El número de Reynolds magnético sin dimensiones {\displaystyle R_{m}}, también se usa en casos donde no hay fluido físico involucrado.
{\displaystyle R_{m}=\mu \sigma } × (longitud característica) × (velocidad característic)
| Símbolo                 | Nombre                  |
| ----------------------- | ----------------------- |
| {\displaystyle \mu }    | Permeabilidad magnética |
| {\displaystyle \sigma } | Conductividad eléctrica |

- Para {\displaystyle R_{m}<1} el efecto de la pared es insignificante y el par de frenado de la corriente de Foucault sigue la curva teórica de un motor de inducción.

- Para {\displaystyle R_{m}>30} el efecto de la pared domina y el par de frenado disminuye mucho más lentamente con el aumento de la velocidad que lo que predice el modelo de motor de inducción.[9]